# Asedio del Fuerte Julien
El asedio del Fuerte Julien fue un enfrentamiento militar que tuvo lugar durante las guerras revolucionarias francesas como parte de la campaña napoleónica en Egipto y Siria del 8 al 19 de abril de 1801. La acción fue entre una fuerza británica y otomana de 2000 hombres y una fuerza francesa sitiada de 300 hombres.

## Antecedentes
El 19 de julio de 1799, solo unos días antes de la batalla de Abukir, los franceses tomaron posesión de una fortificación en ruinas del siglo XV construida por el sultán mameluco Qaitbey, y se embarcaron en una reconstrucción apresurada. El fuerte, ubicado en la orilla izquierda del Nilo, cerca de Rosetta (Rashid), pasó a llamarse Fuerte Julien en honor a Thomas Prosper Jullien, uno de los ayudantes de campo de Napoleón. Fue durante esta reconstrucción que se encontró la Piedra Rosetta. El Fuerte Julien era un enlace importante en la línea defensiva francesa en la ruta a El Cairo y prohibía el acceso desde el mar a los tramos inferiores del río. Cañoneras francesas operaban a lo largo del río cercano, bloqueando el acceso a la desembocadura del Nilo.
Cuando los británicos desembarcaron en la bahía de Abu Qir el 1 de marzo de 1801, el barón Charles De Hompesh fue enviado por el general John Hely-Hutchinson para capturar Rosetta. El Fuerte Julien estaba guarnecido por un total de alrededor de 300 hombres, que comprendían una unidad de veteranos o inválidos apoyados por artillería e infantería de la 61° semibrigada.

## Asedio
Los británicos marcharon sobre Rosetta el 8 de abril, acompañados por 1000 tropas otomanas, y continuaron para sitiar el fuerte con el 2° Regimiento de Infantería (The Queen's Royal) bajo Lord Dalhousie.
El asedio se complicó por las dificultades de llevar artillería al fuerte, una tarea que tomó ocho días. Siete cañoneras tuvieron que ser arrastradas durante 5 kilómetros (3 millas) a través de la arena y el barro antes de que pudieran ser relanzadas en el Nilo. Mientras que las carronadas navales de 24 libras fueron desembarcadas en la orilla del mar y arrastradas 6 kilómetros (4 millas) por tierra para alcanzar sus posiciones de disparo. El general Robert Lawson de la Royal Artillery tomó la decisión de usar cañones navales en lugar de cañones estándar más pesados de 24 libras en el supuesto, lo que resultó correcto, de que el cemento utilizado por los franceses en su apresurado trabajo de mejora aún no se habría endurecido. Las cañoneras francesas fueron rechazadas por sus oponentes británicos, permitiendo que otras cañoneras británicas y turcas entraran en el río.
El 16 de abril se completaron los preparativos de artillería y comenzó el bombardeo, centrándose en el ángulo suroeste del fuerte. Una sección del muro se derrumbó el 18 de abril, exponiendo a los defensores franceses a francotiradores turcos. Los franceses ondearon banderas blancas; y después de las negociaciones, los franceses acordaron rendirse.

## Consecuencias
A las 11:00 del 19 de abril, los 264 miembros supervivientes de la guarnición francesa marcharon, abriendo así el Nilo a la flota británica y turca. Los franceses sufrieron 41 bajas, muertos y heridos, mientras que el lado británico sufrió la pérdida de un teniente y dos soldados. Rossetta fue tomada posteriormente sin ninguna oposición.
Hutchinson luego avanzó a El Cairo y el 27 de junio la guarnición francesa de 13 000 efectivos bajo el general Augustin-Daniel Belliard, superada en personal y armamento, se rindió. El general John Moore los escoltó a la costa a través de Rosetta.